# 묵다한주
묵다한주(태국어: มุกดาหาร)는 태국 북동부의 주(창왓)의 하나이다. 이웃한 주는 남쪽부터 시계 방향으로 암낫짜른주, 야소톤주, 로이엣주, 깔라신주, 사꼰나콘주, 나콘파놈주이다. 동쪽은 메콩강을 사이에 두고 라오스의 사완나켓주와 접한다.

## 지리
주는 메콩강 계곡에 위치한다. 주의 서쪽에는 티크 숲으로 덮여있는 푸판 산맥이 있다.

## 역사
묵다한 시는 1770년 폰심의 지배자 찬타낀나리에 의해 세워졌다. 처음은 우돈타니주의 관할이었지만, 1907년 나콘파놈주의 관할이 되었다. 1982년 9월 27일 묵다한은 주로 승격되었다.

## 행정 구역
주에는 7개의 암프(군)와 더 세부 행정구역인 53개의 땀본 그리고 493개의 무반 (행정 구역)이 있다.
| 1. 므앙묵다한군 2. 니콤캄소이군 3. 돈딴군 4. 동루앙군 | 1. 캄차이군 2. 완야이군 3. 농숭군 |